# Неново
Неново (болг. Неново) — село в Болгарии. Находится в Варненской области, входит в общину Провадия. Население составляет 59 человек.

## Политическая ситуация
Неново подчиняется непосредственно общине и не имеет своего кмета.
Кмет (мэр) общины Провадия — Георги Стоянов Янев (ДНГ) по результатам выборов в правление общины.